# ميشا رومانوفا
ناتاليا فلاديميروفنا موهيلينيت (بالأوكرانية: Мiша Романова)‏ (الأوكرانية: Наталія Володимирівна Могилинець, الروسية: Наталья Владимировна Могиленец, born August ، من مواليد 3 أغسطس 1990 في خيرسون). هي عضو سابق في الفِرْقَة الغنائية نو فيرجس.، هي فرقة فتيات روسية/أوكرانية. اسم VIA Gra هو عبارة عن تلاعب بالألفاظ ثلاثي؛ فهو تلميح إلى عقار الفياجرا، الحروف الثلاثة الأولى "ВИА" ("VIA") تعني أيضًا "فرقة غنائية آلية" باللغة الأوكرانية، و"Гра" ("hra") تعني "لعبة" أو "لعب" باللغة الأوكرانية، وهو أيضًا نوع من التوقيع على ألقاب أول فتاتين في المجموعة، VI-nnytsk-A وGR-anovsk-A، وهو الاسم الأصلي الذي استخدمته ناديا ميهير قبل الزواج.
برزت فرقة عندما حققت نجاحًا كبيرًا في بلدان رابطة الدول المستقلة في سبتمبر 2000، بأغنيتها المنفردة الأولى "Popytka No. 5. كان أول نجاح لهم خارج منطقة اللغة الروسية في مايو 2004، مع الأغنية المنفردة "Stop! Stop! Stop!"، وهي النسخة الإنجليزية من أغنيتهم الروسية لعام 2002. تشتهر المجموعة بتغييرات تشكيلتها المتكررة، حيث كان 13 فردًا مختلفًا في المجموعة في وقت ما. تم إنشاء المجموعة بشكل مشترك من قبل دميتري كوستيوك مدير المجموعة والمنتج المشارك لألبومات المجموعة وكونستانتين ميلادزي كاتب أغاني المجموعة والمنتج المشارك لألبومات المجموعة.

## روابط خارجية
- Official channel on YouTube
- Instagram